# Kammereckswiesen und Kirchnerseckgraben von Langen
Kammereckswiesen und Kirchnerseckgraben von Langen este o arie protejată (arie specială de conservare — SAC, sit de importanță comunitară — SCI) din Germania întinsă pe o suprafață de 44,96 ha, integral pe uscat.

## Localizare
Centrul sitului Kammereckswiesen und Kirchnerseckgraben von Langen este situat la coordonatele 49°58′34″N 8°39′50″E / 49.9761°N 8.6639°E.

## Înființare
Situl Kammereckswiesen und Kirchnerseckgraben von Langen a fost declarat sit de importanță comunitară în aprilie 1999 pentru a proteja 6 specii de animale. Situl a fost protejat și ca arie specială de conservare în martie 2008.

## Biodiversitate
Situată în ecoregiunea continentală, aria protejată conține 3 habitate naturale: Formațiuni ierboase bogate în specii de Nardus, dezvoltate pe substraturi silicioase în zone montane (și în zone submontane, în Europa continentală), Pajiști cu Molinia pe soluri calcaroase, turboase sau argilos-nămoloase (Molinion caeruleae), Fânețe de joasă altitudine (Alopecurus pratensis, Sanguisorba officinalis).
La baza desemnării sitului se află mai multe specii protejate:
- păsări (4): presură sură (Emberiza calandra), mărăcinar (Saxicola rubetra), mărăcinar negru (Saxicola torquatus), nagâț (Vanellus vanellus)
- nevertebrate (2): Coenagrion mercuriale, phengaris nausithous (Maculinea nausithous)

Pe lângă speciile protejate, pe teritoriul sitului au mai fost identificate 4 specii de plante.